# 梅田博之
梅田 博之（うめだ ひろゆき、1931年4月4日 - 2019年7月1日）は、日本の朝鮮語学者。東京外国語大学教授・麗澤大学教授を経て、東京外国語大学名誉教授、麗澤大学名誉教授。東京都出身。

## 過去の出演番組
- アンニョンハシムニカ・ハングル講座（講師 1984年4月 - 1991年3月）

## 略年譜
- 1931年4月4日：東京都に生まれる
- 1954年3月：東京大学文学部言語学科卒業
- 1956年3月：東京大学大学院人文科学研究科言語学専修課程修士課程修了
- 1959年3月：東京大学大学院人文科学研究科言語学専修課程博士課程単位取得・満期退学
- 1959年8月：名古屋大学文学部助手
- 1965年4月：東京外国語大学アジア・アフリカ言語文化研究所講師
- 1967年1月：ソウル大学校東亜文化研究所客員研究員（1969年1月まで）
- 1967年4月：東京外国語大学アジア・アフリカ言語文化研究所助教授
- 1971年4月： NHKラジオ国際放送（韓国向け）日本語講座講師（1981年3月まで）
- 1972年12月：日本学術会議語学文学研究連絡委員会委員（1976年2月まで）
- 1973年6月：東京外国語大学アジア・アフリカ言語文化研究所教授
- 1975年10月：啓明大学校客員教授（1976年4月まで）
- 1980年3月：文部省学術審議会専門委員（1995年1月まで）
- 1982年3月：ソウル大学校大学院講師・韓国外国語大学校大学院客員教授（1983年3月まで）
- 1983年2月：啓明大学校より文学博士の学位を授与される
- 1983年4月：東京外国語大学アジア・アフリカ言語文化研究所長（1989年3月まで）
- 1984年4月：NHKテレビ「アンニョンハシムニカ・ハングル講座」講師（1991年3月まで）
- 1991年8月：国際韓国語教育学会副会長（1993年8月まで）
- 1991年10月：玉冠文化勲章受章（大韓民国政府）
- 1992年10月：ハングル能力検定協会会長（1995年9月まで）
- 1994年3月：東京外国語大学アジア・アフリカ言語文化研究所停年退職
- 1994年4月：麗澤大学教授
- 1994年4月：日本言語学会会長（1997年3月まで）
- 1994年4月：東洋文庫研究員（2004年9月まで）
- 1998年4月：日本音声学会会長（2001年3月まで）
- 1999年9月：東崇学術賞（韓国・東崇学術財団）
- 2001年1月：日本学術会議東洋学研究連絡委員会委員（2003年6月まで）
- 2003年4月：麗澤大学学長（2007年3月まで）
- 2004年4月：金田一京助博士記念会会長（2009年3月まで）
- 2007年4月：麗澤大学名誉教授・学校法人廣池学園顧問
- 2008年4月：瑞宝中綬章[1]
- 2019年7月1日：東京都で死去

## 著書
- 1967年：『朝鮮語の基礎』株式会社テック．
- 1971年：『現代朝鮮語基礎語彙集』東京外国語大学アジア・アフリカ言語文化研究所．
- 1971年：『やさしい日本語（会話編）』日本放送協会．
- 1973年：KOREAN (Asian and African Grammatical Manual No.11). 東京外国語大学アジア・アフリカ言語文化研究所．
- 1974年：『言語研修テキスト　朝鮮語・基本文型 I・II』東京外国語大学アジア・アフリカ言語文化研究所．
- 1977年：『새로운 일본어（新しい日本語）』（村崎恭子と共著）蛍雪出版社（韓国）．
- 1983年：『韓国語의 音声学的 研究―日本語와의 対照를 中心으로―（韓国語の音声学的研究―日本語との対照を中心に―）』蛍雪出版社（韓国）．
- 1985年：『NHK ハングル入門』日本放送出版協会．
- 1985年：『現代日本語　上・下』（韓美卿と共著）法文社（韓国）．
- 1989年：『スタンダードハングル講座 1　入門・会話』（金東俊と共著）大修館書店．
- 1989年：『スタンダードハングル講座 4　作文』（金東俊と共著）大修館書店．
- 1990年：『スタンダードハングル講座 3　解釈』（康仁善・金東俊と共著）大修館書店．
- 1991年：『スタンダードハングル講座 2　文法・語彙』大修館書店．

## 監修
- 2004年：『韓国語概説』（李翊燮ほか著、前田真彦訳）東京：大修館書店．
- 2012年：『標準韓国語文法辞典』（韓国・国立国語院編、李允希と共同監修）東京：アルク．

## 論文
- 1957年：The Phonemic System of Modern Korean.『言語研究』32.
- 1960年：On the Phonemes of the Cheju Dialect of Korean.『名古屋大学文学部研究論集』22.
- 1961年：「朝鮮語漆谷方言のアクセント」『名古屋大学文学部研究論集』25.
- 1963年：「朝鮮語諸方言の基礎語彙統計学的研究」『朝鮮学報』27.
- 1965年：「朝鮮語のソナグラム」『名古屋大学文学部研究論集』37.
- 1965年：「朝鮮語の「濃音」の物理的性質」（梅田規子と共著）『言語研究』48.
- 1966年：「朝鮮語の文章中の母音の分析」（金東俊と共著）『朝鮮学報』37・38.
- 1970年：Some Experiments on Korean Vowel Sounds: Using an Acoustic Model of the Vocal Tract（金東俊と共著）『アジア・アフリカ言語文化研究』3（東京外国語大学アジア・アフリカ言語文化研究所）．
- 1972年：「朝鮮語霊山方言のアクセント」『現代言語学』三省堂．
- 1972年：「現代朝鮮語の敬語」『アジア・アフリカ文法研究』1（東京外国語大学アジア・アフリカ言語文化研究所）．
- 1973年：「朝鮮語と日本語」『朝鮮学報』69.
- 1974年：「朝鮮語の敬語」『敬語講座　第8巻　世界の敬語』明治書院．
- 1977年：朝鮮語における敬語」『岩波講座　日本語 4　敬語』岩波書店．
- 1977年：「일본어의 이른바 형용동사에 대하여（日本語のいわゆる形容動詞について）」（村崎恭子と共著）『白初洪淳昶博士還暦記念史学論叢』螢雪出版社（韓国）．
- 1980年：「韓国語の音節末子音の喉頭調節」（朴恵淑・澤島征行と共著）『音声研究資料』
- 1980年3月：（日本音響学会）．
- 1980年：「朝鮮語を母語とする学習者のための日本語教材作成の問題点」『日本語教育』
- 1980年：「韓国人学生에 대한 日本語教育時의 留意点」（韓国人学生に対する日本語教育時の留意点）」『日本学誌』創刊号（啓明大学日本文化研究所）．
- 1981年：「朝鮮語」『講座言語　第6巻　世界の言語』大修館書店．
- 1981年：An Electromyographic Study of Laryngeal Adjustments for the Korean Stops（朴恵淑・広瀬肇・吉川博英・澤島征行と共著）『東京大学音声医学研究施設年報』
- 1982年：「朝鮮語の指示語」『講座日本語学 12　外国語との対照 III』明治書院．
- 1982年：「朝鮮語の語彙―意味に関する問題―」『講座日本語学 12　外国語との対照III』明治書院．
- 1982年：「朝鮮語の文構造」（村崎恭子と共著）『講座日本語学 10　外国語との対照 I』明治書院．
- 1982年：「朝鮮語の格表現」（村崎恭子と共著）『講座日本語学 10　外国語との対照 I』明治書院．
- 1982年：「日本語のテンス・アスペクト」（村崎恭子と共著）『講座日本語学 11　外国語との対照 II』明治書院．
- 1982年：「朝鮮語のモダリティー」（村崎恭子と共著）『講座日本語学 11　外国語との対照 II』明治書院．
- 1982年：「韓国語と日本語―対照研究の問題点―」『日本語教育』48.
- 1984年：「일본어의 指示詞의 用法―한국어의 指示詞 와의 対照를 통하여―（日本語の指示詞の用法―韓国語の指示詞の対照を通じて―）」『牧泉兪昌均博士還甲記念論文集』啓明大学出版部（韓国）．
- 1985年：「韓国人に対する日本語教育と日本人に対する朝鮮語教育」『日本語教育』
- 1986年：「日本語と朝鮮語」『朝鮮語大辞典　上』角川書店．
- 1989年：「朝鮮語」『言語学大辞典　第2巻　世界言語編　中』三省堂．
- 1989年：「親族名称の変化」『野村正良先生受賞記念言語学論文集』．
- 1989年：「韓国語の仮名表記」『講座日本語と日本語教育 9　日本語の文字・表記（下）』明治書院．
- 1990年：「경어에 대한 한일 대조연구（敬語に関する韓日対照研究）」『日本学誌』10（啓明大学日本文化研究所）．
- 1990年：「朝鮮語と日本語の述語構造の枠組み」『日本語教育』72.
- 1990年：「日本語と韓国語の聞き手に対する敬語用法の比較対照」（荻野綱男・金東俊・羅聖淑・盧顕松と共著）『朝鮮学報』136.
- 1991年：「日本語と韓国語の第三者に対する敬語用法の比較対照」（荻野綱男・金東俊・羅聖淑・盧顕松と共著）『朝鮮学報』141.
- 1991年：「서울말의 모음 변화에 대하여（ソウル語の母音変化について）」『들메서재극박사회갑기념논문집』啓明大学校出版部．
- 1991年：A Diachronic Vowel-Change in Seoul Dialect. Korean Language Education Vol.3（国際韓国語教育学会）．
- 1993年：「ソウル方言の母音―特に前舌母音の開閉の対立について」『日本研究』8（韓国外国語大学日本研究所）．
- 1994年：「韓国語の母音」『言語研究』106.
- 1995年：Age Differentiation of the Vowel Systems in the Seoul Korean: Acoustic Measurements.『アジア・アフリカ言語文化研究』48・49．
- 1996年：「韓国語の平音・激音・濃音について」『日本語教育論文集―小出詞子先生退職記念―』凡人社．
- 1997年：「日本における朝鮮語研究の流れ」『日本語と朝鮮語　上巻』（国立国語研究所）．
- 1997年：「訓民正音의 文字論的 意義（訓民正音の文字論的意義）」『한글 새소식』第297 号（ハングル学会）．
- 1998年：「日本語話者에 대한 韓国語 音声教育의 問題点（日本語話者に対する韓国語の音韻教育の問題点）」『韓国学論叢』韓国文化社（韓国）．
- 1999年：「硬音再論」『音声科学』6（韓国音声科学会）．
- 2000年：「『捷解新語』의 使役構文（『捷解新語』の使役構文）」（林昌奎と共著）『21세기 국어학의 과제（21 世紀国語学の課題）』月印．
- 2003年：「우삼방주의 한국어교육론（雨森芳洲の韓国語教育論）」『韓国日語日文学研究』46（韓国日語日文学会）．
- 2008年：「北朝鮮の敬語政策」『日本語学』27-7（明治書院）．
- 2010年：「韓国語のキョウダイ名について―再論」『言語と文明』8（麗澤大学大学院言語教育研究科）．
- 2012年：「韓国語の丁寧さを表わす終助詞요についての覚え書」『言語と文明』10.
- 2013年：「廣池千九郎博士の「吏道」研究」『言語と文明』11.